# Monastère Saint-Remacle de Wavreumont
Le monastère Saint-Remacle est un monastère bénédictin fondé en 1950 par un groupe de moines venus de l'abbaye du Mont-César (Louvain). Situé à Wavreumont, en Ardenne belge, dominant l'une de ses collines les plus hautes, au milieu des bois qui dominent la Warche, à mi-chemin entre les villes de Stavelot et de Malmedy, il a relevé le nom et la tradition de vie monastique des deux abbayes (Stavelot et Malmedy) fondées par saint Remacle au VIIe siècle, vie interrompue par la Révolution française à la fin du XVIIIe siècle. Le monastère compte une vingtaine de moines.

## Histoire
Fondé en 1950 et devenu « prieuré conventuel » en 1966, le monastère est résolument moderne dans son architecture. Conformément de la règle de Saint-Benoît dont ils s’inspirent, les moines portent une attention particulière à l’office divin (et la liturgie), à l’accueil et au travail manuel. 
- Les moines se rassemblent cinq fois par jour dans leur église pour « chanter les louanges de Dieu » — ce que saint Benoît appelle l’Opus Dei' —, prier et célébrer l’Eucharistie.
- Un foyer voisin du monastère accueille ceux et celles qui cherchent un ressourcement spirituel dans le silence et la participation à la prière des moines. Une autre maison, plus éloignée (le Mambré), reçoit des groupes plus autonomes.
- Les moines possèdent, à l’intérieur du monastère, une petite fabrique de peinture industrielle et de produits de sylviculture. Ils y travaillent personnellement ; c’est la source de revenu principale du monastère. Quelques-uns rendent également des services pastoraux dans les paroisses de la région.

## Fondation
Le monastère a fondé une petite communauté près de Lima au Pérou, aujourd’hui reprise par une fraternité religieuse laïque. En 1998, les moines de Wavreumont ont ouvert un nouveau prieuré à Chucuito (Pérou) sur les bords du lac Titicaca, à près de 4 000 mètres d’altitude.